# معاون اول رئیس‌جمهور ایران
معاون اول رئیس‌جمهور ایران دومین مقام عالی‌رتبه در هیئت دولت جمهوری اسلامی ایران پس از رئیس‌جمهور ایران است. او وظیفه اداره هیئت دولت در هنگام غیاب رئیس‌جمهور و مسئولیت هماهنگی سایر معاونان رئیس‌جمهور را بر عهده دارد. معاون اول رئیس‌جمهور با موافقت وی اداره هیئت وزیران و مسئولیت هماهنگی سایر معاونت‌ها را به‌عهده خواهد داشت‏.
معاون اول رئیس‌جمهور ایران مانند دیگر معاونان وی از سوی رئیس‌جمهور انتخاب شده و نیاز به رأی اعتماد از سوی نمایندگان مجلس شورای اسلامی ندارد. 
در صورت «فوت، عزل، استعفا، غیبت یا بیماری بیش از ۲ ماه رئیس‌جمهور ایران یا در موردی که مدت ریاست‌جمهوری پایان یافته و رئیس‌جمهور بر اثر موانعی هنوز انتخاب نشده یا امور دیگری از این قبیل» مسئولیت‌ها و اختیارات رئیس‌جمهور برعهده معاون اول وی قرار می‌گیرد و او به همراه رئیس مجلس شورای اسلامی و و رئیس قوه قضائیه موظف است که در مدت کمتر از ۵۰ روز انتخابات ریاست‌جمهوری را در ایران برگزار کند و در این مدت از سوی رهبر ایران به‌عنوان سرپرست ریاست‌جمهوری انتخاب می‌شود.
این مقام در اصلاح قانون اساسی سال ۱۳۶۸ به قوه مجریه افزوده شد و حسن حبیبی نخستین شخصی بود که این سمت را در در دولت اکبر هاشمی رفسنجانی و بعد از آن سید محمد خاتمی به مدّت ۱۲ سال در این جایگاه فعّالیت می‌کرد. همچنین در ابتدای دولت چهاردهم مسعود پزشکیان، نهمین رئیس‌جمهور ایران طی حکمی در تاریخ ۷ مرداد ماه ۱۴۰۳ محمدرضا عارف را به سمت معاون اول خود منصوب کرد.
در زمان ریاست‌جمهوری سید محمد خاتمی، با تغییراتی که در پروتکل‌های تشریفاتی در ایران به وجود آمد، معاون اول رئیس‌جمهور ایران هم‌رتبه نخست‌وزیر قرار گرفت و در پی آن مراسم استقبال از نخست‌وزیر کشورهای مختلف که به ایران سفر می‌کنند، توسط معاون اول رئیس‌جمهور برگزار می‌شود.

## ساختار اداری
معاونت‌ها
- معاونت ارتباطات و اطلاع‌رسانی
  - اداره‌کل روابط‌عمومی و امور اطلاع‌رسانی [۶]
  - اداره‌کل تولیدات رسانه‌ای و خدمات کارشناسی[۶]

- معاونت برنامه‌ریزی و امور زیربنایی[۷]
  - اداره‌کل برنامه‌ریزی
  - اداره‌کل امور زیربنایی
- معاونت سرمایه‌گذاری، فرهنگی و اجتماعی
  - اداره‌کل سرمایه‌گذاری
  - اداره‌کل فرهنگی و اجتماعی

- معاونت امور بین‌الملل و همکاری‌های منطقه‌ای[۸]
- معاونت هماهنگی و نظارت اقتصادی و زیربنایی[۹]
- معاونت توسعه روستایی و مناطق محروم کشور[۱۰] (این معاونت در تاریخ ۱۲ آبان ۱۴۰۳ به معاون رئیس‌جمهور ارتقاء یافت[۱۱])

سایر حوزه‌ها
- دبیر هیئت دولت[۱۲] (دبیرخانه هیئت‌دولت)

- دبیرخانه ستاد هماهنگی مبارزه با مفاسد اقتصادی[۱۳]
- دبیرخانه ستاد توسعه روابط اقتصادی ایران با عراق و سوریه[۱۴]
- دبیرخانه ستاد فرماندهی اقتصاد مقاومتی[۱۵]

## فهرست
| ر.  | نام       | نام                             | نگاره          | آغاز تصدی      | پایان تصدی    | حزب            | هیئت دولت | رئیس‌جمهور           |
| --- | --------- | ------------------------------- | -------------- | -------------- | ------------- | -------------- | --------- | ------------------- |
| ۱   |           | حسن حبیبی (۱۳۹۱–۱۳۱۵)           |                | ۳۰ مرداد ۱۳۶۸  | ۴ شهریور ۱۳۸۰ | —              | پنجم      | اکبر هاشمی رفسنجانی |
| ۱   | ششم       | حسن حبیبی (۱۳۹۱–۱۳۱۵)           |                | ۳۰ مرداد ۱۳۶۸  | ۴ شهریور ۱۳۸۰ | —              |           | اکبر هاشمی رفسنجانی |
| ۱   | کارگزاران | حسن حبیبی (۱۳۹۱–۱۳۱۵)           |                | ۳۰ مرداد ۱۳۶۸  | ۴ شهریور ۱۳۸۰ |                |           | اکبر هاشمی رفسنجانی |
| ۱   | هفتم      | حسن حبیبی (۱۳۹۱–۱۳۱۵)           | سید محمد خاتمی | ۳۰ مرداد ۱۳۶۸  | ۴ شهریور ۱۳۸۰ |                |           |                     |
| ۲   |           | محمدرضا عارف (زاده ۱۳۳۰)        | سید محمد خاتمی |                | ۴ شهریور ۱۳۸۰ | ۱۹ شهریور ۱۳۸۴ | مشارکت    | هشتم                |
| ۳   |           | پرویز داودی (۱۴۰۳–۱۳۳۱)         |                | ۱۹ شهریور ۱۳۸۴ | ۲۶ تیر ۱۳۸۸   | —              | نهم       | محمود احمدی‌نژاد     |
| ۴   |           | اسفندیار رحیم مشایی (زاده ۱۳۳۹) |                | ۲۶ تیر ۱۳۸۸    | ۳ مرداد ۱۳۸۸  | —              | نهم       | محمود احمدی‌نژاد     |
| ۵   |           | محمدرضا رحیمی (زاده ۱۳۲۷)       |                | ۲۲ شهریور ۱۳۸۸ | ۱۴ مرداد ۱۳۹۲ | ورزشکاران      | دهم       | محمود احمدی‌نژاد     |
| ۶   |           | اسحاق جهانگیری (زاده ۱۳۳۶)      |                | ۱۴ مرداد ۱۳۹۲  | ۱۷ مرداد ۱۴۰۰ | کارگزاران      | یازدهم    | حسن روحانی          |
| ۶   | دوازدهم   | اسحاق جهانگیری (زاده ۱۳۳۶)      |                | ۱۴ مرداد ۱۳۹۲  | ۱۷ مرداد ۱۴۰۰ | کارگزاران      |           | حسن روحانی          |
| ۷   |           | محمد مخبر (زاده ۱۳۳۴)           |                | ۱۷ مرداد ۱۴۰۰  | ۷ مرداد ۱۴۰۳  | —              | سیزدهم    | سید ابراهیم رئیسی   |
| (۲) |           | محمدرضا عارف (زاده ۱۳۳۰)        |                | ۷ مرداد ۱۴۰۳   | در حال تصدی   | —              | چهاردهم   | مسعود پزشکیان       |